# Dolmen del Serrat d'en Perot
El Dolmen del Serrat d'en Perot és un monument megalític del terme comunal de Cornellà de Conflent, de la comarca del Conflent, a la Catalunya del Nord.
És a la zona centra - nord-oriental del terme, al nord del Cortal de les Baixes i al sud del Camp del Gascó, al cim de la carena.
Es tracta d'un dolmen de galeria catalana, amb una vora amb mamelló i cordó llis de tipus neolític final trobada entre el seu aixovar funerari. Es conserva bastant sencer, malgrat que la caiguda d'una de les lloses verticals laterals ha fet que la llosa superior quedi inclinada.